# Leucania callida
Leucania callida là một loài bướm đêm trong họ Noctuidae.